# ديريك روز
ديريك مارتل روز (بالإنجليزية: Derrick Rose)‏ (ولد في 4 أكتوبر 1988) لاعب كرة سلة محترف سابق أميركي الجنسية. لعب سنة واحدة في كرة السلة الجامعية لجامعة ممفيس قبل أن يتم صياغته لأول مرة بشكل عام من قبل شيكاغو في مشروع الدوري الاميركي للمحترفين عام 2008. أصبح روز المدافع الأول إلى أن يصاغ بشكل عام أول في مشروع NBA منذ ألن إيفرسون في عام 1996 وسيكون في وقت لاحق الفوز المجند الجديد NBA من السنة. في عام 2011، حاز روز على جائزة أفضل لاعب في الرابطة الوطنية لكرة السلة، ليصبح أصغر لاعب يفوز بهذه الجائزة في سن 22 سنة و 6 أشهر.
في عام 2009، كشف تحقيق NCAA أن عشرات SAT روز قد تبطل، مما جعله غير مؤهل للعب بأثر رجعي لممفيس. ونتيجة لذلك، شغر NCAA ممفيس "كامل 2007-08 الموسم. [3]

## روابط خارجية
- ديريك روز على موقع IMDb (الإنجليزية)
- ديريك روز على موقع الموسوعة البريطانية (الإنجليزية)
- ديريك روز على موقع إن إن دي بي (الإنجليزية)
- ديريك روز على موقع قاعدة بيانات الفيلم (الإنجليزية)
- ديريك روز على موقع الاتحاد الدولي لكرة السلة (الإنجليزية)
- ديريك روز على موقع إن بي أي (الإنجليزية)
- ديريك روز على موقع سبورتس رفرنس (الإنجليزية)
- ديريك روز على موقع كرة السلة الأوروبية.كوم (الإنجليزية)
- ديريك روز على موقع إي إس بي إن.كوم (الإنجليزية)
- ديريك روز على موقع كلية كرة السلة في سبورتس رفرنس.كوم (الإنجليزية)
- ديريك روز على موقع ريلجم (الإنجليزية)
- ديريك روز على موقع بروبوليرز (الإنجليزية)
- ديريك روز على موقع سبورتس رفرنس (الإنجليزية)